# Jungholz
Jungholz – gmina w Austrii, w kraju związkowym Tyrol, w powiecie Reutte. Do miejscowości można dostać się tylko z terytorium Niemiec, dlatego jest tyrolską eksklawą. Przez miejscowych nazywana jest jako „kawałek Tyrolu w Allgäu”.
Burmistrzem jest Karina Konrad, która pełni tę funkcję od 2016 roku, a w 2022 roku została wybrana na kolejną kadencję.

## Położenie
Teren gminy wkoło otoczony jest niemieckim krajem związkowym Bawaria. Jungholz sąsiaduje z resztą Austrii w jednym punkcie, którym jest szczyt góry Sorgschrofen.
Miejscowość posiada dwa kody pocztowe: austriacki (6691) oraz niemiecki (87491). Z uwagi na swoją dostępność komunikacyjną do czasu wejścia Austrii do Unii Europejskiej w 1995 miejscowość, podobnie jak Mittelberg, pozostawała częścią niemieckiego obszaru celnego.

## Demografia
1 stycznia 2015 w gminie mieszkały 283 osoby, w 2012 308 osób, a w 2014 288 osób.